# Áruház
Az áruház hétköznapi értelemben nagy méretű, tömeges kiszolgálásra alkalmas kiskereskedelmi  üzlet, amely különböző osztályokat foglal magában.. Egy másik meghatározás szerint „Az áruház olyan egységesen vezetett nagyüzem, amely a legkülönbözőbb árucsoportokba tartozó árukat nagy mennyiségben, gazdag választékban, önálló osztályokon egy épületben hozza forgalomba.”[forrás?]

## Kialakulása
Történelmileg az áruház őse a vegyeskereskedés. Az ipari forradalom idején kialakult tömegtermelés alapozta meg az áruházak, nagyáruházak kialakulását.
- Franciaországban az áruházak nagy része kis divatáru üzletekből fejlődött ki (pl. "Bon Marché", "Grand Magasin du Louvre" stb.). Érdekesség, hogy Émile Zola: Hölgyek öröme[2] című regénye erről a korszakról szól és igen szemléletesen mutatja be a kereskedelem átalakulását.
- Angliára a katona és tisztviselő szövetkezetekből létesült áruházak voltak a jellemzőek (pl. 1886-ban alapították a "Civil Service Suly Association"-t, hasonló jelleggel alakult ki az "Army and Navy Cooperative Society". Egyidejűleg rövidáruüzletekből is alakultak áruházak, mint pl. a "Whitely" vagy a "Selfridge" áruház.
- Németországban az áruház-alapítás mindhárom formája (divatáru, katonai és tisztviselői szövetkezet, rövidáru) szokásban volt.
- Magyarországon 1897-ben, a Szövetség utcában korábban megnyitott kis rövidáru-üzletből alakult ki a Magyar Divatcsarnok, amely a Rákóczi úton volt található[3]

Hazánkban az 1970-es-1980-as években a Centrum Áruházak és a Skála-Coop üzemeltette a legtöbb ismert áruházat. A Centrum Áruházak cég megszűnése után egyes áruházainak üzemeltetését is a Skála-Coop vette át. Létezik a kiskert kedvelőit ellátó Hermes üzletlánc, amely szövetkezeti formát ölt.
Napjainkban nyugati (pl. Tchibo,Penny Market , Lidl) és amerikai (pl. KFC, McDonald’s, Shell) üzletláncok is jelentős szerepet töltenek be a lakosság ellátásának szervezésében. Ezek az üzletláncok akár szakáruházaknak tekinthetőek az adott szakterületen (lakberendezés és kiegészítő cikkek, élelmiszer, vendéglátás, benzinkút).

## A hagyományos áruház főbb jellemzői
- Nagyüzem – amely földrajzi területenként, országonként, városonként eltérő nagyságrendet jelent az igényektől függően.
- A különböző árucsoportokba tartozó árucikkeket nagy választékban forgalmazza. Ez jelenti a termelés és a fogyasztás alapján való függetlenséget, azaz a kereskedelmi szempontok szerinti függőséget; jelenti még a felhasználás és a fogyasztói kereslet szerinti kapcsolatot.
- Önálló osztályokon folyik az értékesítés. Ezek az egységek az áruház vezetőségének irányítása alatt úgy működnek, mintha szakboltok lennének.
- Fontos meghatározás, hogy építészeti szempontból egy fedél alatt, azaz egy épületben zajlik az áruk eladása. Így az üzletláncokkal nem lehet összetéveszteni az áruházakat.

## Fajtái
- Általános áruház: széles és egyben mély választék jellemzi, amely számos szolgáltatást kínál a fogyasztók számára és a kiskereskedelmi tevékenységét árucsoportonként osztályokra bontva végzi.[4]
- Raktáráruház: a nagykereskedelmi vállalatok végső fogyasztók számára történő értékesítése raktári környezetben, sok esetben nagyobb kiszerelésekben.[4]
- Szakáruház: a diszkontüzletek és a szaküzletek keresztezésének tekinthető. Nagy alapterületen néhány termékkategóriából mély választékkal rendelkezik. Erőssége a tanácsadás és a széles körű szolgáltatás, a jelentős alapterület miatt azonban inkább külterületre települ, más profilú szakáruházakkal társulva.[4]

Szaküzlet (nem áruház): jellemzően szűk választékkal rendelkezik, viszont a termékkategóriákon belül nagyon mély kínálatot tart. Az üzletek többnyire kis alapterületűek, az eladószemélyzet viszont magasan képzett és számos szolgáltatást nyújtanak a fogyasztóknak.

## Értékesítés szervezése az áruházakban
Az áruházak osztályain a munkát több szempont szerint szervezhetik:
- Gyártási jellegnek megfelelő szakosítás (pl. kötöttáruosztály, cipőosztály)
- Fogyasztói rendeltetéssel kapcsolatos szakosítás (pl. a női-férfi osztály), kiegészítő termékeket is kínálnak egyben.
- A kereslet komplex kiegészítésére való törekvés a vásárlók kényelme érdekében (pl. ajándékosztály, gyermekáruosztály stb.)

Az áruházak szintjeinek áruval történő beterítése különböző szempontokat (pl. kereslet gyakoriság, áru súlya, árucikkek nagysága, változékonysága stb.) vesz figyelembe. A tapasztalati adatok alapján nagyjából a következő elhelyezés lehet célszerű:
| Alagsor (esetleg legfelső emelet) | vas, műszaki cikkek, elektromos áruk, háztartási cikkek                                    |
| Földszint                         | divatáruk, kozmetikai cikkek, rövidáruk, kötöttáruk, harisnyák, kalapok, élelmiszerek,stb. |
| I. emelet                         | szövetáruk, cipők                                                                          |
| II-III. emelet                    | bútor- lakberendezés, és étkezés                                                           |

Az áruházak értékesítési formái:
- hagyományos eladási módszer,
- minták alapján történő értékesítés,
- önkiszolgáló módszer,
- csomagküldés,
- hírközlő eszközökön történő megrendelésre való értékesítés (telefon, web) és
- automata (pl. játék, édesség stb.).

Az áruházak a vásárlói kereslet komplexebb kielégítésének céljából több olyan szolgáltatást végeznek, amelyek a forgalmazott áru használatával, kényelmesebb elérhetőségével függnek össze. Az áruházak tevékenysége a teljesítés helyét tekintve lehet:
a) áruházon belüli szolgáltatás (pl. vevőszolgálat, bemutatás, tanácsadás stb.)
b) áruházon kívüli szolgáltatás (pl. házhoz szállítás, kölcsönzés, összeszerelés stb.)

## Választék az áruházakban
Az áruházak osztályainak árukészlete kisebb, mint a jellegének megfelelő szaküzleté. Ennek oka az áruház nagyüzemi jellege, s a típusárukhoz kapcsolódó nagyobb forgalom, azaz extra dolgokat érdemesebb szaküzletben keresni. Ellensúlyozza az áruházi szakosztályok  szakboltokénál szerényebb választékát a gyakori leárazás, amelynek forgalomnövelő hatása van többnyire. A haszonért folytatott verseny eredményeként különböző áruházi formák alakultak ki a huszadik században:
- diszkont ház
- nagyáruház (pl. Praktiker)
- szupermarket (pl. TESCO)
- csomagküldő áruház (pl. Otto katalógus-áruház, Tchibo).

Az új formák a nagy forgalomra alapoznak, cserébe az áraik a kiskereskedelmi és a nagykereskedelmi árak között mozognak. A csomagküldő áruházak előnye, hogy kis lélekszámú településeket is el tudnak látni, hátránya, hogy a fuvarköltség (amely néha meglepően magas) ráépül az árra, valamint nem tudják biztosítani legtöbbször a korrekt műszaki átadást.

## Képek

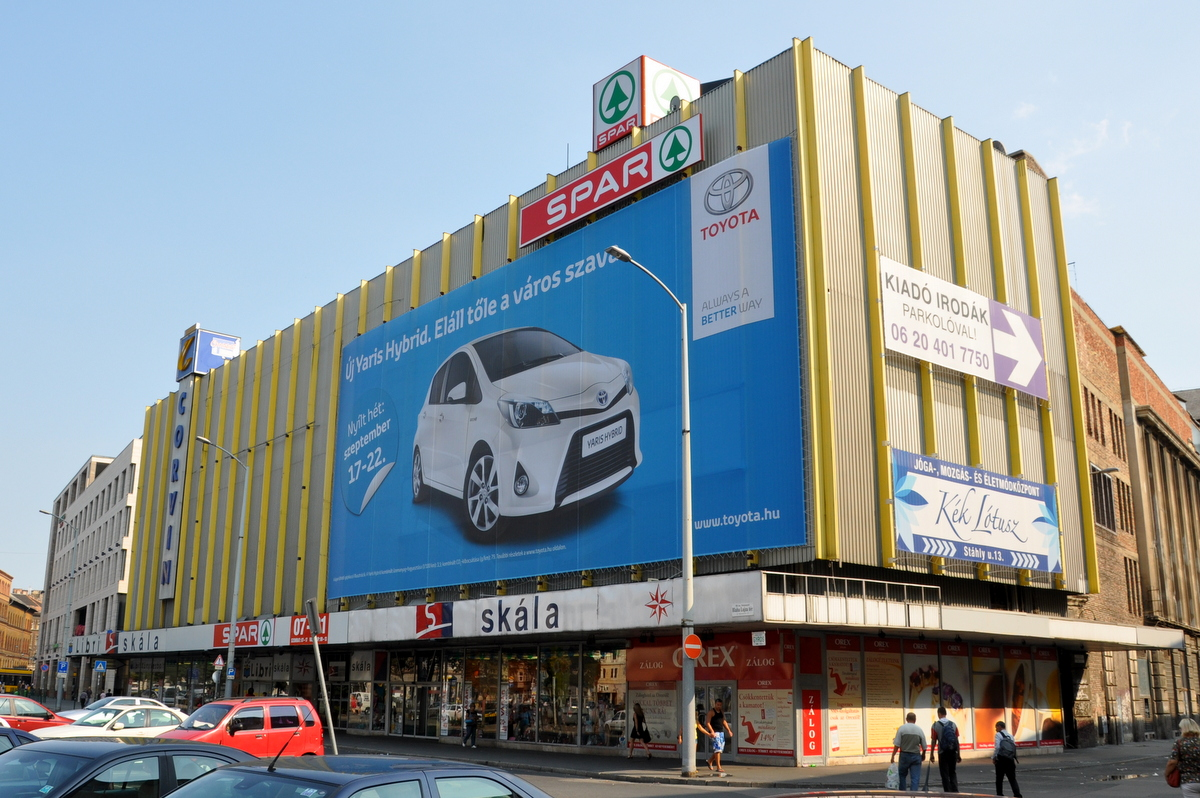
Corvin Áruház, Budapest, Blaha Lujza tér (példa az általános áruház fogalomra)
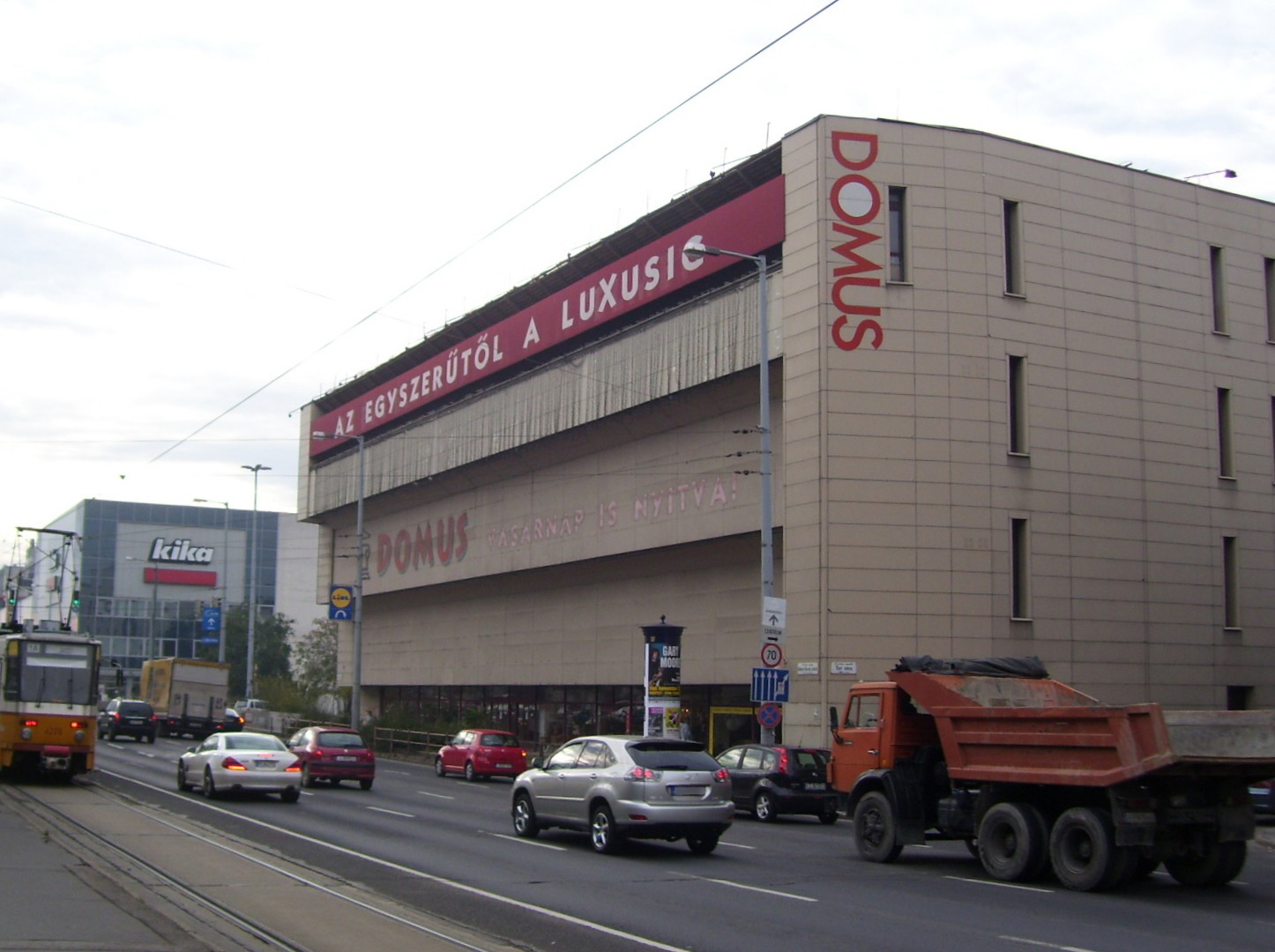
DOMUS bútor szakáruház, Budapest
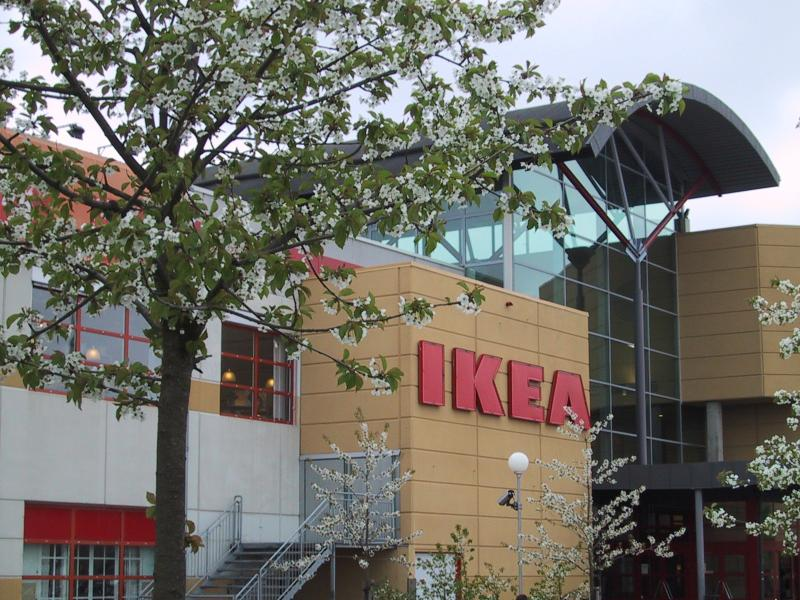
IKEA lakberendezési szakáruház, Stockholm, Svédország
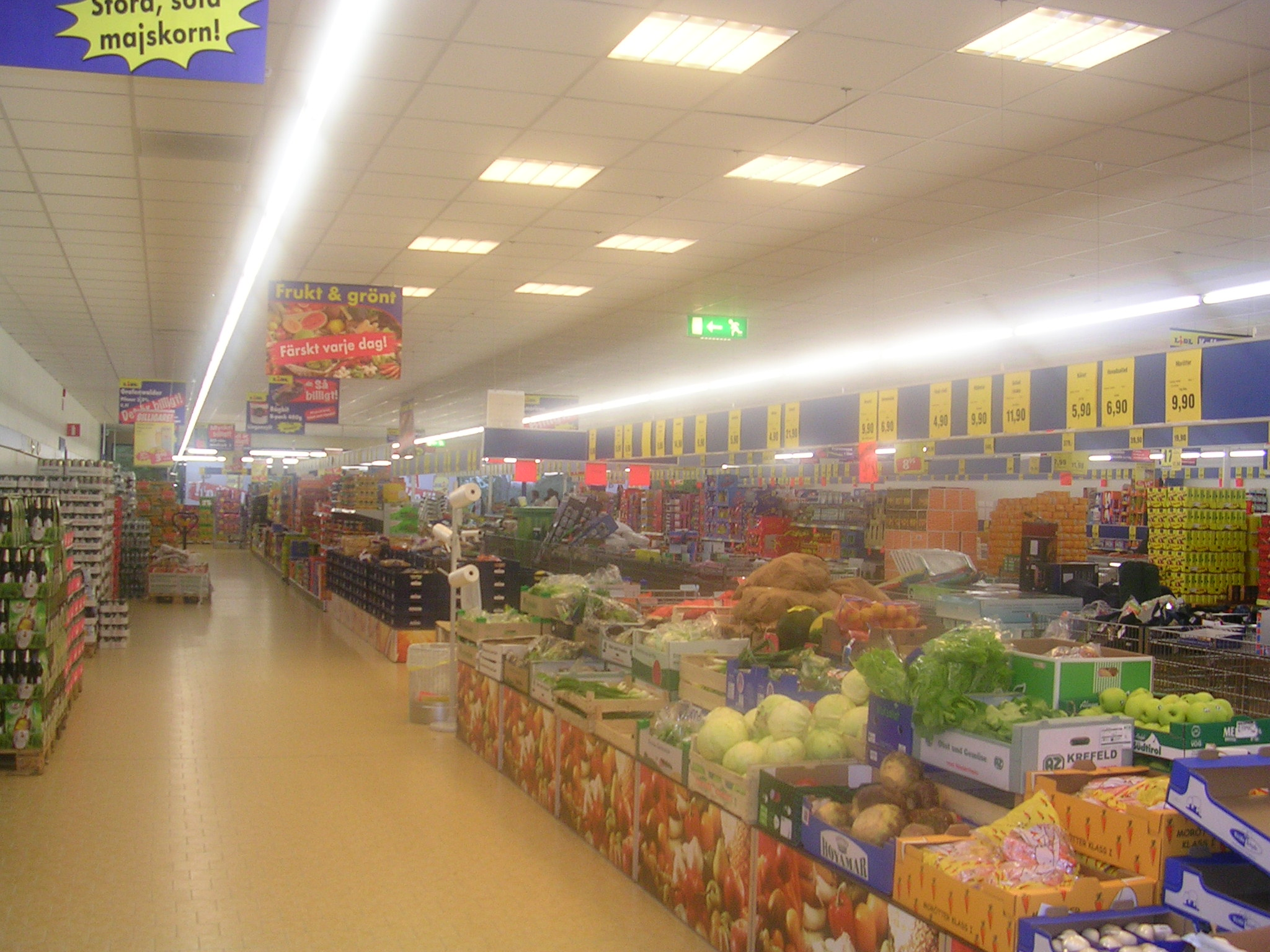
Lidl szupermarket, Svédország
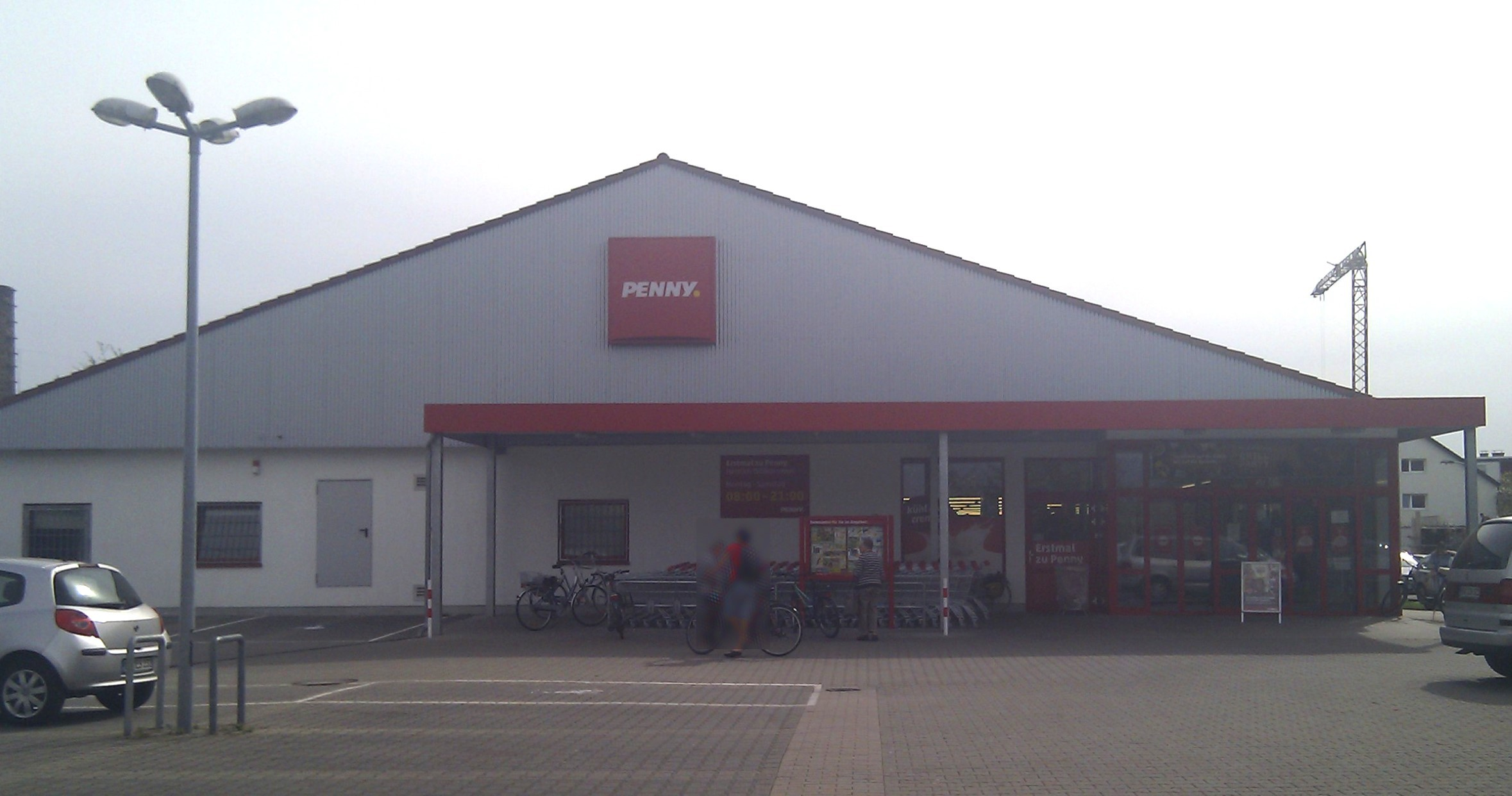
Penny élelmiszer szakáruház, Mannheim-Feudenheim, Németország
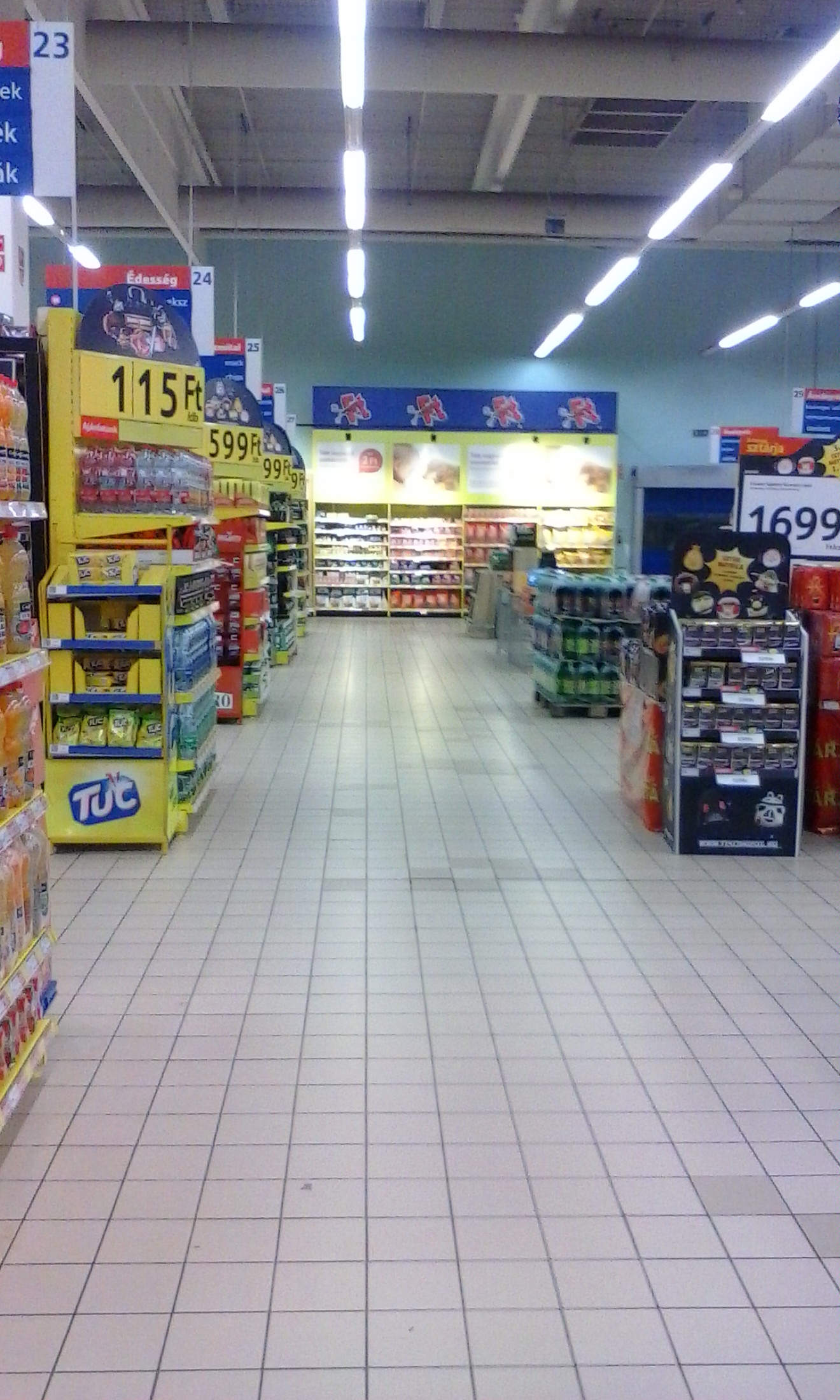
Tesco áruház, Nyíregyháza, Magyarország